# Hôtel Koryo
L'hôtel Koryo est un hôtel de Pyongyang, la capitale de la Corée du Nord. Situé dans le quartier de Chung-guyok près du fleuve Taedong, le bâtiment est composé de deux tours jumelles de 143 mètres de hauteur et comprend 43 étages. C'est actuellement le second plus grand hôtel du pays, le premier étant l'hôtel Yanggakdo.
L'hôtel Koryo a reçu une note de trois étoiles de la part de Western standards. La Corée du Nord lui a donné cinq étoiles.

## Nom

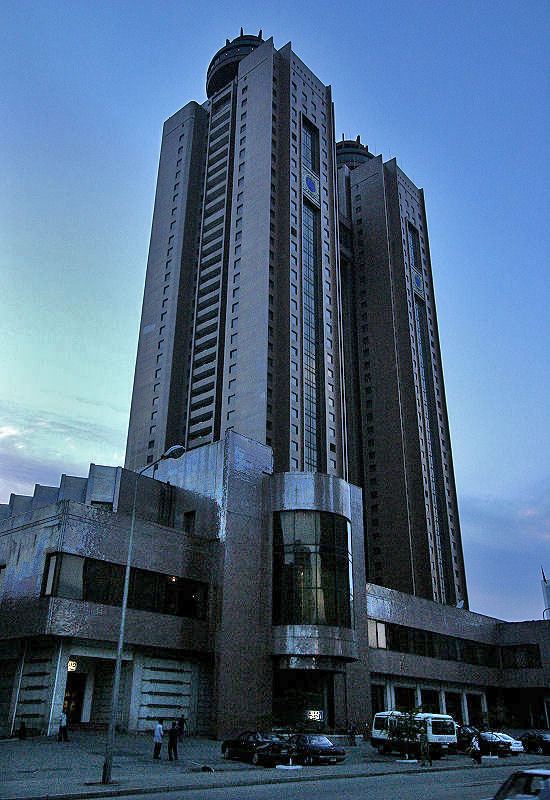
L'entrée de l'hôtel

« Koryo » est le nom d'un ancien royaume de la péninsule coréenne ; ce nom a donné naissance au mot français « Corée ». Il est également utilisé par la compagnie aérienne Air Koryo.

## Histoire
Érigé en 1985, sous l'examen de Kim Il-sung, l'hôtel a été construit pour « mettre en valeur la gloire et la puissance de la Corée du Nord ». L'hôtel Koryo remplace un autre hôtel du même nom, mais situé à un endroit différent. Après 1946, le dirigeant du Parti démocratique de Corée Cho Man-sik est emprisonné dans l'ancien hôtel Koryo,.

## Services

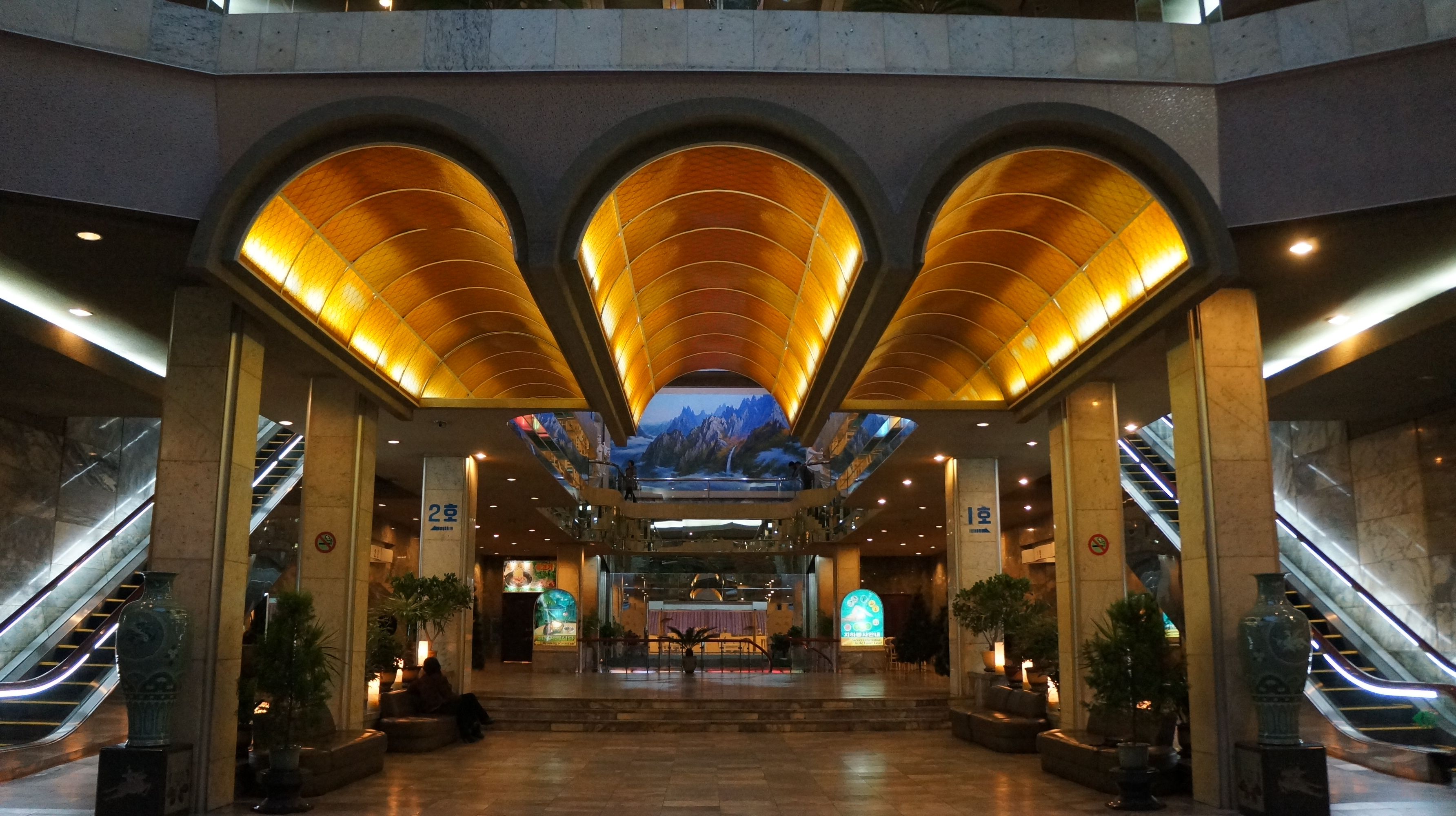
Le hall d'entrée

L'extravagance de l'hôtel est illustrée par son entrée, qui se compose d'une bouche de dragon faite de jade d'une largeur 9 mètres. Il conduit jusqu'au hall d'entrée décoré par une mosaïque de symboles de la culture nord-coréenne. Les carreaux de la mosaïque sont faits de métaux précieux et de gemmes, et sont recouverts par une fine couche de verre, qui est renouvelée deux fois par an afin de conserver l'éclat de la mosaïque.
L'hôtel comporte 500 chambres,. Les chambres sont équipées d'un mini-bar et de postes de télévision avec lesquels on peut regarder trois chaînes. Certains clients signalent des coupures de courant régulières.

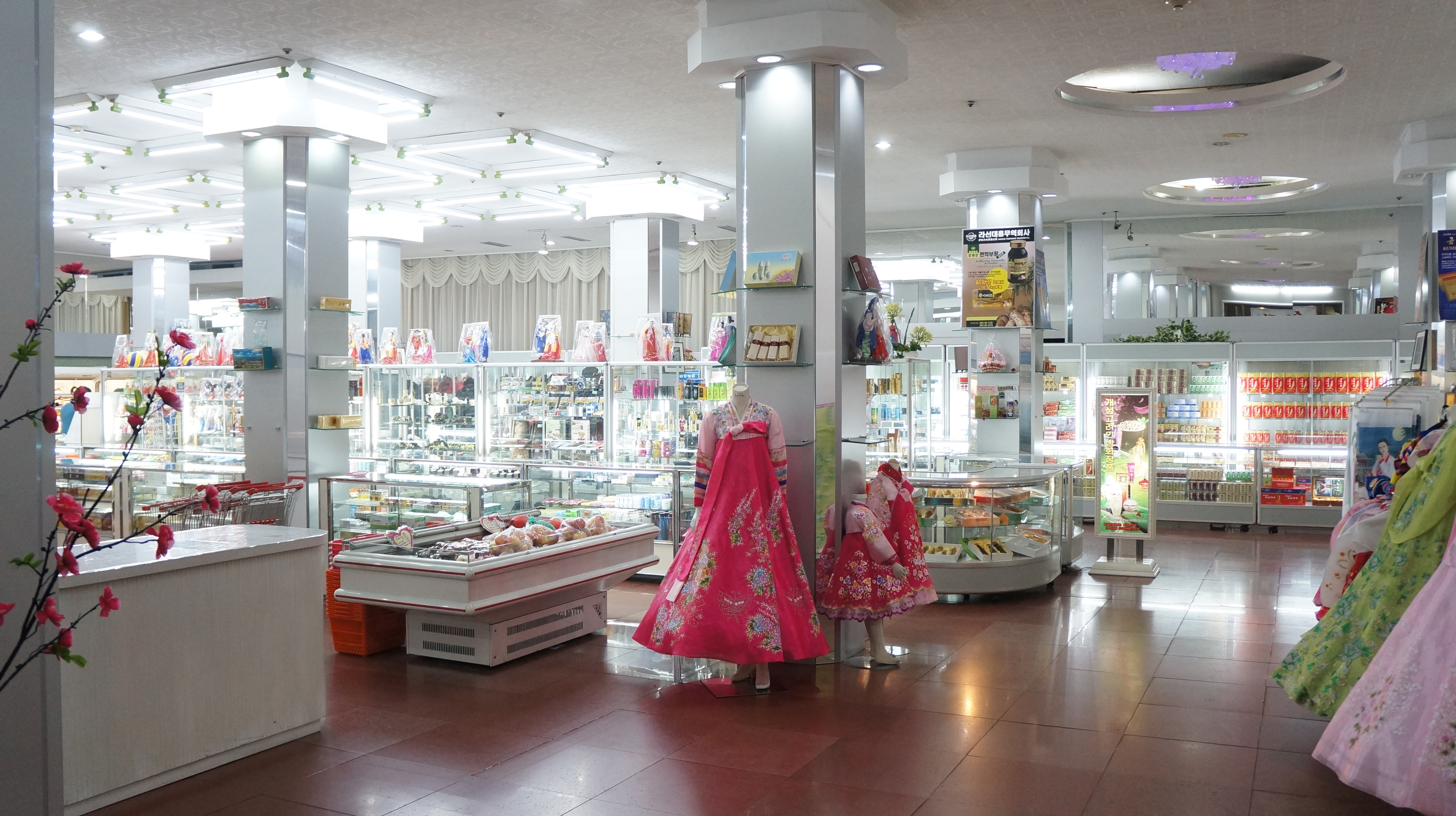
Boutique de l'hôtel

L'hôtel comprend également une boutique, une salle de sport, une piscine, un restaurant tournant situé au 45e étage, un bar circulaire au 44e étage et deux salles de cinéma : une de 200 sièges et l'autre de 70 sièges. Dans l'hôtel se trouvent également une salle de billard au deuxième étage ainsi qu'un casino au sous-sol, dans lequel on peut jouer au blackjack à la roulette et aux machines à sous. Le personnel du casino comprend essentiellement des employés chinois. D'autres services sont disponibles dans l'hôtel, tels qu'un institut de beauté, un barbier, une cordonnerie, une salle de flipper, une librairie, un studio de photographie, des salles de réunion, des courts de tennis et de badminton, une piscine, un sauna, une salle de massage et une petite clinique.
En revanche, l'hôtel ne propose pas d'accès à Internet.

### Restaurants
Chacune des deux tours est surmontée d'un restaurant tournant, bien qu'un seul soit ouvert. Le restaurant fermait auparavant à 21 heures, mais ces dernières années, l'heure de fermeture a été repoussée à la demande des clients. En dehors du restaurant tournant, l'hôtel Koryo comporte quatre autres restaurants, dont un restaurant japonais et un restaurant-barbecue coréen.
Les restaurants sont gérés par des expatriés japonais et constituent des entreprises privées, bien qu'une taxe doit être reversée à l'État nord-coréen.

## Liberté de la clientèle
Selon certains témoignages, des gardes empêcheraient les clients de sortir de l'hôtel. D'autres affirment que les clients ont le droit de sortir de l'enceinte du bâtiment,. Si l'on peut sortir, les quartiers de restaurants et la gare routière de Pyongyang sont situés à proximité de l'hôtel.